# Istros (Flussgott)

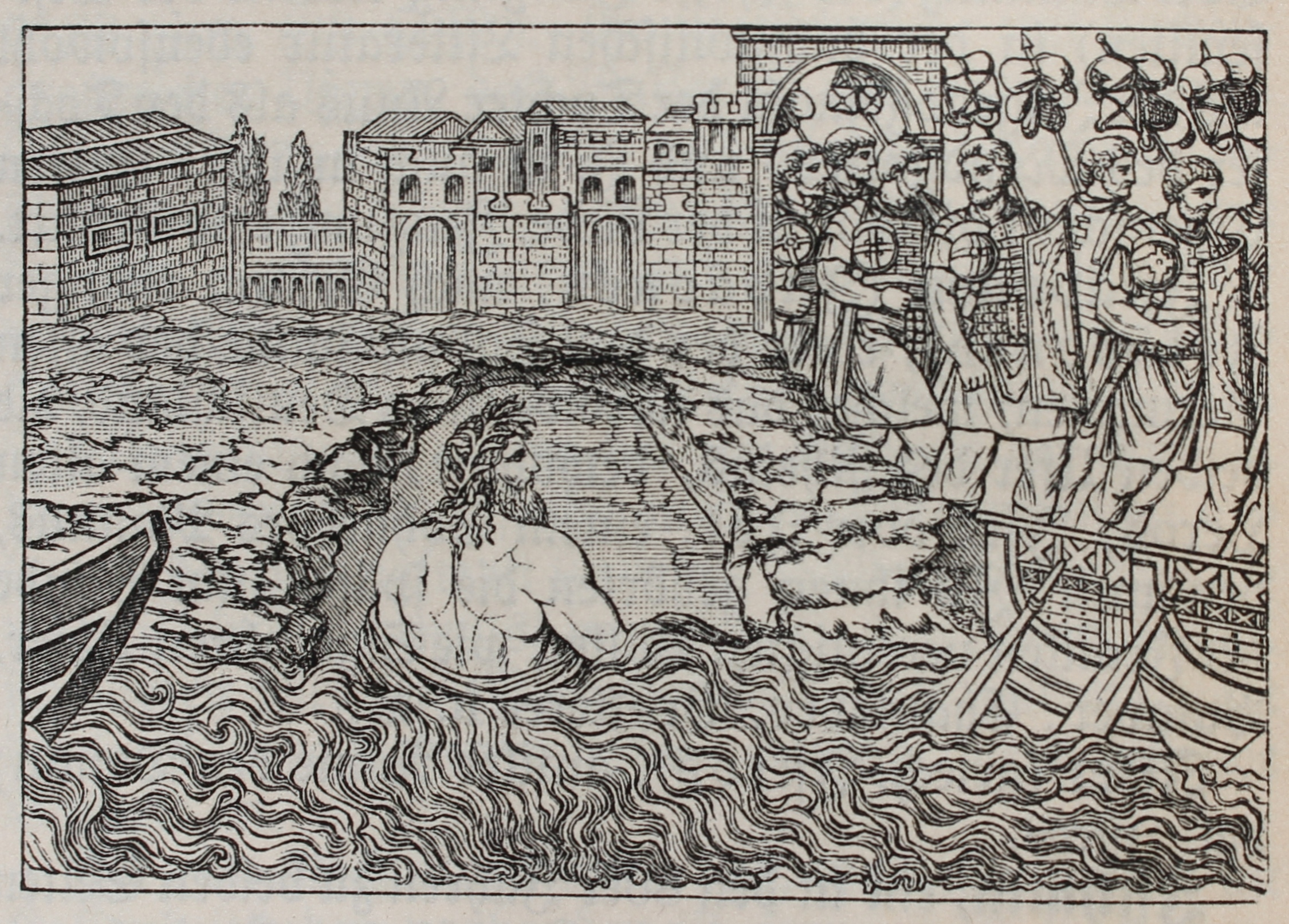
Istros (grafische Umsetzung eines Reliefs der Trajansäule in Rom)

Istros (altgriechisch Ἴστρος Ístros) ist in der griechischen Mythologie ein Sohn der Titanin und Meeresgöttin Tethys und ihres Mannes (und Bruders) Okeanos.
Istros ist der Gott und die Personifikation des Flusses Ister (lateinisch Hister), eine in der Antike verbreitete Bezeichnung für den Unterlauf der Donau. Seine Söhne waren Heloros und Aktaios, die als Verbündete des Telephos und damit der Troer in Mysien gegen Achilleus und die Griechen kämpften.
Istros ist nicht nur auf Münzen der gleichnamigen Stadt – hier meist bärtig und mit gehörntem Haupt –, sondern häufig auch auf Münzen von Nicopolis ad Istrum abgebildet. Auf der Trajanssäule ist er in einer Grotte aus den Fluten auftauchend und mit Wasserpflanzen bekränzt dargestellt, wie er sich dem römischen Brückenbau zuwendet.